# 胪滨府
胪滨府，清朝末期设置的府。
光绪三十四年（1908年）置，得名于胪朐河，治所在今内蒙古自治区满洲里市，属黑龙江省呼伦道。1913年降为胪滨县。